# Waddington-Gletscher
Der Waddington-Gletscher ist ein 5 km langer Gletscher im ostantarktischen Viktorialand. Er fließt in westnordwestlicher Richtung entlang der Südseite des Ugolini Peak im Colwell-Massiv zum Palais-Gletscher.
Das Advisory Committee on Antarctic Names benannte ihn 1994 nach dem US-amerikanischen Geophysiker Edward D. Waddington (* 1950) von der University of Washington, der ab 1990 an umfangreichen glaziologischen Untersuchungen des Taylor Dome beteiligt war.